# Euprosopia subula
Euprosopia subula är en tvåvingeart som beskrevs av Mcalpine 1973. Euprosopia subula ingår i släktet Euprosopia och familjen bredmunsflugor. Inga underarter finns listade i Catalogue of Life.